# Andrea Cochran
Andrea Cochran (* 1954 New York) je americká zahradní architektka. V roce 1998 založila firmu Andrea Cochran Landscape Architecture se sídlem v San Franciscu. Firma získala v roce 2014 národní cenu za design pro zahradní a krajinné architekty National Design Award.
Andrea Cochran vystudovala v roce 1979 Harvard Graduate School of Design. Je to jedna ze sedmi žen, které vystupovaly v dokumentárním filmu Women in the Dirt, díle, popisujícím celkem 22 inspirativních architektů, inženýrů a návrhářů.

## Významné projekty
- Instalace kukuřičného bludiště z vrbových proutků, v Sonoma Cornerstone, v Sonomě, Kalifornie[4]
- Nádvoří s cypřiši, Curran House, San Francisco[5]